# 클라빈
클라빈(포르투갈어: Klabin)는 브라질의 제지업체이다.